# Isachne mysorensis
Isachne mysorensis là một loài thực vật có hoa trong họ Hòa thảo. Loài này được Sundararagh. mô tả khoa học đầu tiên năm 1971.